# Krawędź Ziemi Gryfińskiej
Krawędź Ziemi Gryfińskiej – drugoobiegowe pismo ukazujące się od marca 1983 r. do sierpnia 1984 r. Wydawane i drukowane na terenie zakładu Elektrownia Dolna Odra w Gryfinie. Ukazały się 22 numery jednokartkowego pisma w nakładzie kilkuset egzemplarzy. Inicjatywa została zaniechana po uwięzieniu Jana Witkowskiego.